# Ewa Brodnicka
Ewa Brodnicka (ur. 7 czerwca 1984 w Nowym Dworze Mazowieckim) – polska bokserka zawodowa. Była mistrzyni Europy w wadze lekkiej oraz była mistrzyni świata federacji WBO w wadze super piórkowej.

## Kariera bokserska
Zawodowy kontrakt podpisała z prowadzoną przez Mariusza Grabowskiego grupą Tymex Boxing Promotions. Jako profesjonalista zadebiutowała 16 lutego 2013 roku w Pionkach, pokonując na punkty Pasę Malagic (0-1).
Po ośmiu kolejnych zwycięskich pojedynkach podjęła podczas gali Polsat Boxing Night w Łodzi Ewę Piątkowską (7-0, 4 KO). Brodnicka wygrała tę walkę niejednogłośnie na punkty (77-75, 77-75, 74-78).
19 grudnia 2015 roku przystąpiła do walki o pas mistrzyni Europy w wadze lekkiej. Jej rywalką była Belgijka Elfi Philips (6-2-3, 2 KO). „Kleo” zwyciężyła na punkty (98-92, 98-93, 98-93).
13 maja 2017 roku sięgnęła po tytuł tymczasowej mistrzyni świata federacji World Boxing Organization. Na ringu w Częstochowie pewnie pokonała na punkty (100-90, 100-90, 100-90) Bośniaczkę Irmę Adler (16-7, 8 KO).
24 czerwca 2017 roku na gali Polsat Boxing Night w Gdańsku zmierzyła się z reprezentantką Brazylii Viviane Obenauf (10-2, 5 KO). Wygrała ten pojedynek niejednogłośnie na punkty (95-94, 94-95, 96-93).
21 kwietnia 2018 roku podczas gali Polsat Boxing Night VIII: Noc Zemsty w Częstochowie pokonała jednogłośnie na punkty (100-90, 99-91, 97-93) reprezentantkę Kanady Sarę Pucek (8-3-1, 1 KO).
26 października 2018 roku w Lublinie pokonała jednogłośnie na punkty (97-93, 97-93, 98-92) reprezentantkę RPA Nozipho Bell (8-2-1, 3 KO), broniąc tytułu mistrzyni świata federacji WBO w wadze super piórkowej.
25 maja 2019 roku w Jeleniej Górze zwyciężyła niejednogłośną decyzją sędziów (96-94, 97-93, 95-95) z Meksykanką Janeth Perez (24-5-2, 6 KO).
4 października 2019 roku w Częstochowie pokonała niejednogłośnie na punkty (95-96, 96-94, 97-93) reprezentantkę Argentyny Edith Soledad Matthysse (16-11-1, 1 KO), po raz czwarty broniąc pasa mistrzyni świata federacji WBO.
30 października 2020 roku straciła pas mistrzyni świata federacji WBO ponieważ nie zmieściła się w limicie wagowym przed walką z Mikaelą Mayer. Dzień później przegrała z Amerykanką w Las Vegas jednogłośnie na punkty (89-99, 88-100, 88-100).

## Inne formuły
12 lipca 2021 nowo powstała organizacja MMA składającą się z tzw. freak fightów „High League”, ogłosiła pojedynek Brodnickiej z influencerką – Anielą „Lil Masti" Bogusz, mająca stoczone już dwie wygrane walki w oktagonie. Walkę stoczoną 28 sierpnia w Ergo Arenie, na pierwszej edycji gali High League przegrała poprzez TKO w trzeciej rundzie. 
4 czerwca 2022 podczas gali High League 3 zawalczyła z popularną w mediach, partnerką pięściarza – Artura Szpilki, Kamilą „Kamiszką" Wybrańczyk. Brodnicka wygrała walkę przez jednogłośną decyzję sędziowską po trzech rundach.
Trzeci pojedynek w formule MMA stoczyła 20 maja 2023 w łódzkiej Atlas Arenie, podczas gali Fame 18. Rywalką Brodnickiej była dawna mistrzyni federacji Fame MMA w kategorii koguciej kobiet – Marta „Linkimaster” Linkiewicz. Po trzech rundach walki sędziowie jednogłośnie ogłosili zwycięstwo Brodnickiej.
13 kwietnia 2024 podczas trwającej gali Prime 8: Zadyma 2.0 ogłoszono, że Brodnicka zawalczy dla organizacji Prime Show MMA. Debiut w kolejnej promocji typu freak fight stoczyła 27 lipca we Wrocławiu na wydarzeniu Prime 9. Jej rywalką została uczestniczka programu Love Island. Wyspa miłości, Karolina Gackowska. Starcie zakontraktowano w formule kick-bokserskiej na zasadach K-1. Dodatkowo zawodniczki założyły rękawice do MMA. Brodnicka musiała uznać wyższość rywalki, która pokonała ją jednogłośnie na kartach punktowych.  
W drugiej walce dla Prime Show MMA stoczyła pojedynek pięściarski przeciwko dwóm siostrom: Paulinie i Karolinie Porzucek. Do nietypowego starcia doszło na gali Prime 11, która odbyła się 11 stycznia 2025 w Ostrowie Wielkopolskim. Siostry walczyły w rękawicach do MMA, zaś „Kleo” w rękawiach bokserskich. Brodnicka zwyciężyła jednogłośnie na punkty.  

## Osiągnięcia
- 2014: Mistrzyni WBF International w wadze superlekkiej[27].
- 2015-2016: Mistrzyni Europy w wadze lekkiej kobiet[2].
- 2017-2020: Mistrzyni świata WBO w wadze super piórkowej[3].

## Lista walk

### Boks
| Wynik     | Bilans | Przeciwnik (bilans przed walką)   | Rozstrzygnięcie | Runda i czas | Data       | Miejsce      | Uwagi |
| --------- | ------ | --------------------------------- | --------------- | ------------ | ---------- | ------------ | --- |
| Wygrana   | 20-1   | Milena Kolewa (10-11-1)           | UD              | 8            | 13.03.2021 | Dzierżoniów  | |
| Przegrana | 19-1   | Mikaela Mayer (13-0)              | UD              | 10           | 31.10.2020 | Paradise     | Walka o zwakowany pas mistrzyni WBO w wadze junior lekkiej. Brodnicka dzień przed walką straciła pas, ponieważ nie zmieściła się w limicie wagowym. |
| Wygrana   | 19-0   | Djemilla Gontaruk (16-6-2)        | UD              | 10           | 07.03.2020 | Dzierżoniów  | Obroniła pas mistrzyni WBO w wadze junior lekkiej.                                                                                                  |
| Wygrana   | 18-0   | Edith Soledad Matthysse (16-10-1) | SD              | 10           | 04.10.2019 | Częstochowa  | Obroniła pas mistrzyni WBO w wadze junior lekkiej.                                                                                                  |
| Wygrana   | 17–0   | Janeth Perez (24-4-2)             | MD              | 10           | 25.05.2019 | Jelenia Góra | Obroniła pas mistrzyni WBO w wadze junior lekkiej.                                                                                                  |
| Wygrana   | 16-0   | Nozipho Bell (8-1-1)              | UD              | 10           | 26.10.2018 | Lublin       | Obroniła pas mistrzyni WBO w wadze junior lekkiej.                                                                                                  |
| Wygrana   | 15-0   | Sarah Pucek (8-2-1)               | UD              | 10           | 21.04.2018 | Częstochowa  | Obroniła pas mistrzyni WBO w wadze junior lekkiej.                                                                                                  |
| Wygrana   | 14-0   | Viviane Obenauf (10-2)            | SD              | 10           | 24.06.2017 | Gdańsk       | |
| Wygrana   | 13-0   | Irma Adler (16-7)                 | UD              | 10           | 13.05.2017 | Częstochowa  | Zdobyła tymczasowy pas mistrzyni WBO w wadze junior lekkiej.                                                                                        |
| Wygrana   | 12-0   | Anita Torti (10-5-1)              | UD              | 10           | 05.11.2016 | Łomianki     | Obroniła pas mistrzyni Europy w wadze lekkiej kobiet.                                                                                               |
| Wygrana   | 11-0   | Lela Teraszwili (5-3-1)           | UD              | 8            | 24.09.2016 | Kalisz       | |
| Wygrana   | 10-0   | Elfi Philips (6-2-3)              | UD              | 10           | 19.12.2015 | Łomianki     | Zdobyła zwakowany pas mistrzyni Europy w wadze lekkiej kobiet.                                                                                      |
| Wygrana   | 9-0    | Ewa Piątkowska (7-0)              | SD              | 8            | 26.09.2015 | Łódź         | |
| Wygrana   | 8-0    | Monica Gentili (4-2)              | UD              | 8            | 16.05.2015 | Inowrocław   | |
| Wygrana   | 7-0    | Gina Chamie (11-2)                | UD              | 8            | 14.03.2015 | Lubin        | |
| Wygrana   | 6-0    | Galina Gjumlijska (10-34)         | UD              | 6            | 12.12.2014 | Radom        | |
| Wygrana   | 5-0    | Jekaterina Lecko (2-1)            | TKO             | 2 (4)        | 17.10.2014 | Dzierżoniów  | |
| Wygrana   | 4-0    | Kremena Petkowa (10-9-1)          | UD              | 10           | 26.04.2014 | Dzierżoniów  | Zdobyła wakujący pas mistrzyni WBF International w wadze superlekkiej.                                                                              |
| Wygrana   | 3-0    | Pavla Votavova (0-6)              | TKO             | 1 (4) 0:45   | 08.02.2014 | Pionki       | |
| Wygrana   | 2-0    | Klaudia Szymczak (0-2)            | UD              | 4            | 31.08.2013 | Radom        | |
| Wygrana   | 1-0    | Pasa Malagic (0-1)                | PTS             | 4            | 16.02.2013 | Pionki       | |

Legenda: TKO – techniczny nokaut, KO – nokaut, UD – jednogłośna decyzja, SD – niejednogłośna decyzja, MD – decyzja większości, PTS – walka zakończona na punkty, RTD – techniczna decyzja sędziów, DQ – dyskwalifikacja

### MMA
| Wynik     | Bilans | Przeciwnik (bilans przed walką) | Rozstrzygnięcie                  | Runda | Czas | Rozgrywki                         | Data       | Miejsce      | Uwagi         |
| --------- | ------ | ------------------------------- | -------------------------------- | ----- | ---- | --------------------------------- | ---------- | ------------ | ------------- |
| Wygrana   | 2-1    | Marta Linkiewicz (5-2)          | Decyzja (jednogłośna)            | 3     | 3:00 | Fame 18: Crusher vs. Ferrari      | 20.05.2023 | Łódź         | Co-Main Event |
| Wygrana   | 1-1    | Kamila Wybrańczyk (1-2)         | Decyzja (jednogłośna)            | 3     | 3:00 | High League 3: Alberto vs. Dubiel | 04.06.2022 | Gdańsk/Sopot |               |
| Przegrana | 0-1    | Aniela Bogusz (2-0)             | TKO (ciosy pięściami w parterze) | 3     | 1:12 | High League 1: Lexy vs. Natsu     | 28.08.2021 | Gdańsk/Sopot | Co-Main Event |

### Kick-boxing
| Wynik     | Bilans | Przeciwnik (bilans przed walką) | Rozstrzygnięcie       | Runda | Czas | Rozgrywki                   | Data       | Miejsce | Uwagi                            |
| --------- | ------ | ------------------------------- | --------------------- | ----- | ---- | --------------------------- | ---------- | ------- | -------------------------------- |
| Przegrana | 0-1    | Karolina Gackowska (0-0)        | Decyzja (jednogłośna) | 3     | 3:00 | Prime 9: Magical vs. Kraken | 27.07.2024 | Wrocław | W rękawicach do MMA. Zasady K-1. |

### Niestandardowe zasady
| Wynik   | Bilans | Przeciwnik                         | Rozstrzygnięcie       | Runda | Czas | Rozgrywki                               | Data       | Miejsce             | Uwagi |
| ------- | ------ | ---------------------------------- | --------------------- | ----- | ---- | --------------------------------------- | ---------- | ------------------- | --- |
| Wygrana | 1-0    | Paulina Porzucek Karolina Porzucek | Decyzja (jednogłośna) | 3     | 3:00 | Prime 11: Don Kasjo vs. Polish Zombie 2 | 11.01.2025 | Ostrów Wielkopolski | Specjalne zasady: Brodnicka walczyła w rękawicach bokserskich, zaś Karolina oraz Paulina Porzucek walczyły w rękawiach do MMA. Formuła bokserska 2 vs 1. |